# Colfax (Dakota del Norte)
Colfax es una ciudad ubicada en el condado de Richland en el estado estadounidense de Dakota del Norte. En el censo de 2010 tenía una población de 121 habitantes y una densidad poblacional de 45,85 personas por km².

## Geografía
Colfax se encuentra ubicada en las coordenadas 46°28′15″N 96°52′21″O / 46.47083, -96.87250. Según la Oficina del Censo de los Estados Unidos, Colfax tiene una superficie total de 2.64 km², de la cual 2.64 km² corresponden a tierra firme y (0%) 0 km² es agua.

## Demografía
Según el censo de 2010, había 121 personas residiendo en Colfax. La densidad de población era de 45,85 hab./km². De los 121 habitantes, Colfax estaba compuesto por el 100% blancos, el 0% eran afroamericanos, el 0% eran amerindios, el 0% eran asiáticos, el 0% eran isleños del Pacífico, el 0% eran de otras razas y el 0% pertenecían a dos o más razas. Del total de la población el 0% eran hispanos o latinos de cualquier raza.